# Messern (Gemeinde Irnfritz-Messern)
Messern ist eine Ortschaft und eine Katastralgemeinde der Gemeinde Irnfritz-Messern im Bezirk Horn in Niederösterreich.

## Geografie
Messern befindet sich nordwestlich von Horn am westlichen Ende des Steinplattenwaldes und im Tal der Großen Taffa.

## Geschichte
Der entstand vermutlich durch Rodung und wurde erstmals 1210 als Meizzare urkundlich erwähnt. Der Ort war zeitweise Sitz adeliger Gefolgsleute der Burgherren auf Schloss Wildberg, der Sitz kann jedoch nicht mehr lokalisiert werden. Der östlich gelegene Eisenreichshof ist heute Wüstung.

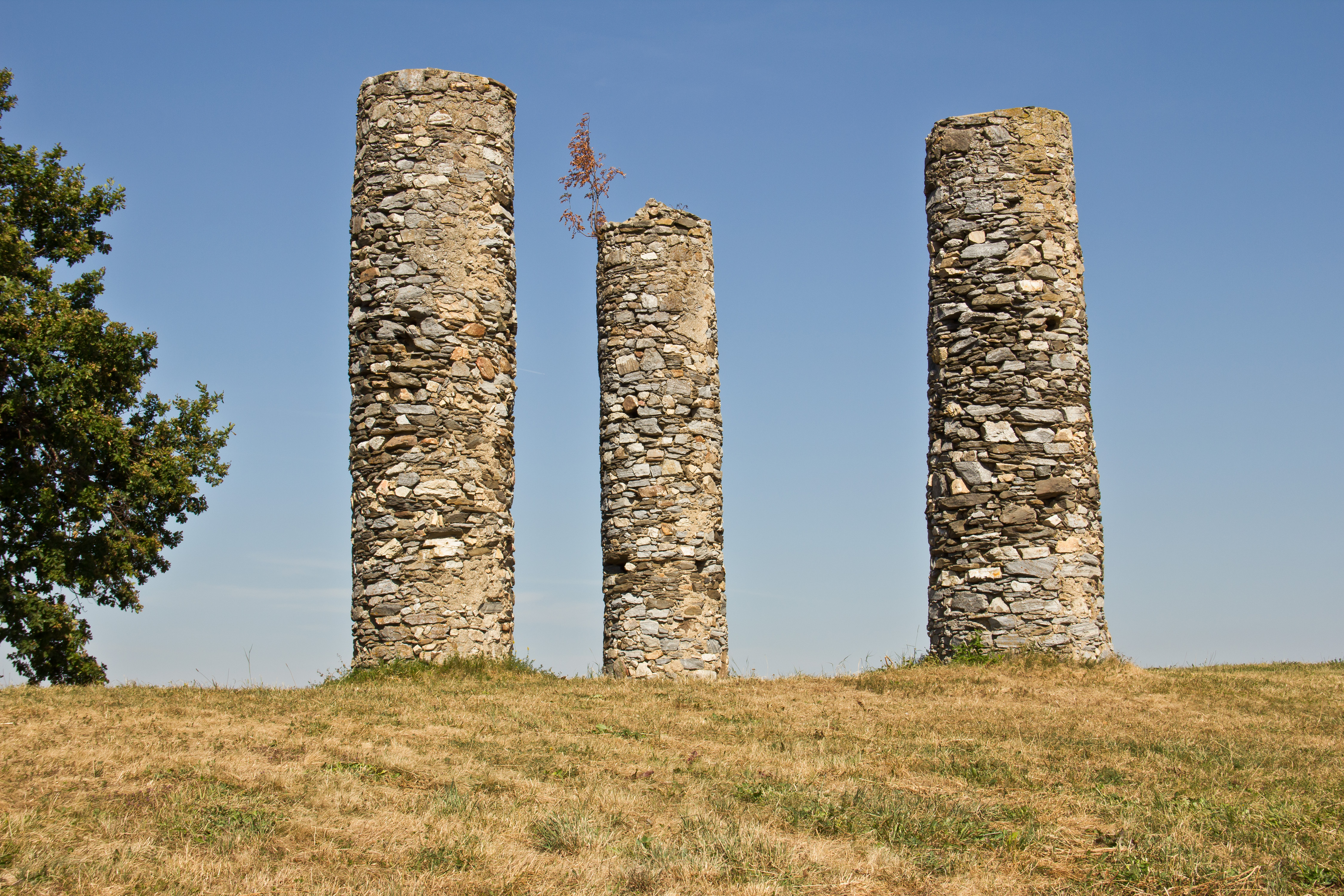
Reste des Galgens am Galgenberg

Das unterhalb von Schloss Wildberg liegende Dorf wurde 1513 von Kaiser Maximilian zum Markt erhoben, worauf der auch der noch bestehende Pranger aus dem Jahr 1677 verweist, ein Zeichen der Niederen Gerichtsbarkeit. Die Pfarre wurde im 14. Jahrhundert von den damaligen Besitzern der Burg, den Maissauern, errichtet. Eine Besonderheit stellt der Galgenberg westlich des Ortes dar, um den sich zahlreiche Legenden ranken. Vom Galgen, einem der letzten Niederösterreichs, stehen noch drei gemauerte Säulen.
Laut Adressbuch von Österreich waren im Jahr 1938 in der Ortsgemeinde Messern ein Bäcker, ein Fleischer, zwei Gastwirte, drei Gemischtwarenhändler, ein Hammerschmied, ein Hotel, zwei Müller, ein Sägewerk, ein Sattler, zwei Schmiede, zwei Schneider und zwei Schneiderinnen, drei Schuster, drei Tischler, ein Wagner, ein Wasenmeister, ein Zimmermeister und einige Landwirte ansässig. Das Stift Altenburg betrieb beim Ort eine Ziegelei.

## Siedlungsentwicklung
Zum Jahreswechsel 1979/1980 befanden sich in der Katastralgemeinde Messern insgesamt 105 Bauflächen mit 46.161 m² und 116 Gärten auf 136.623 m², 1989/1990 gab es 104 Bauflächen. 1999/2000 war die Zahl der Bauflächen auf 326 angewachsen und 2009/2010 bestanden 146 Gebäude auf 341 Bauflächen.

## Bodennutzung
Die Katastralgemeinde ist landwirtschaftlich geprägt. 302 Hektar wurden zum Jahreswechsel 1979/1980 landwirtschaftlich genutzt und 1.382 Hektar waren forstwirtschaftlich geführte Waldflächen. 1999/2000 wurde auf 291 Hektar Landwirtschaft betrieben und 1.392 Hektar waren als forstwirtschaftlich genutzte Flächen ausgewiesen. Ende 2018 waren 279 Hektar als landwirtschaftliche Flächen genutzt und Forstwirtschaft wurde auf 1.379 Hektar betrieben. Die durchschnittliche Bodenklimazahl von Messern beträgt 32,7 (Stand 2010).

## Kultur und Sehenswürdigkeiten
- Katholische Pfarrkirche Messern hl. Jakobus der Ältere
- Galgenberg mit den Resten des mittelalterlichen Galgens